# Villa Morsiani
Villa Morsiani, situata a Bagnara di Romagna (provincia di Ravenna) dimora storica dell'Emilia-Romagna, appartiene alla famiglia dei conti Morsiani e fu costruita dagli stessi agli inizi del XV secolo come edificio fortificato. A partire dal XVIII secolo — finite le guerre feudali e religiose — la villa divenne residenza di campagna. A quell'epoca risale la cappella gentilizia della famiglia.

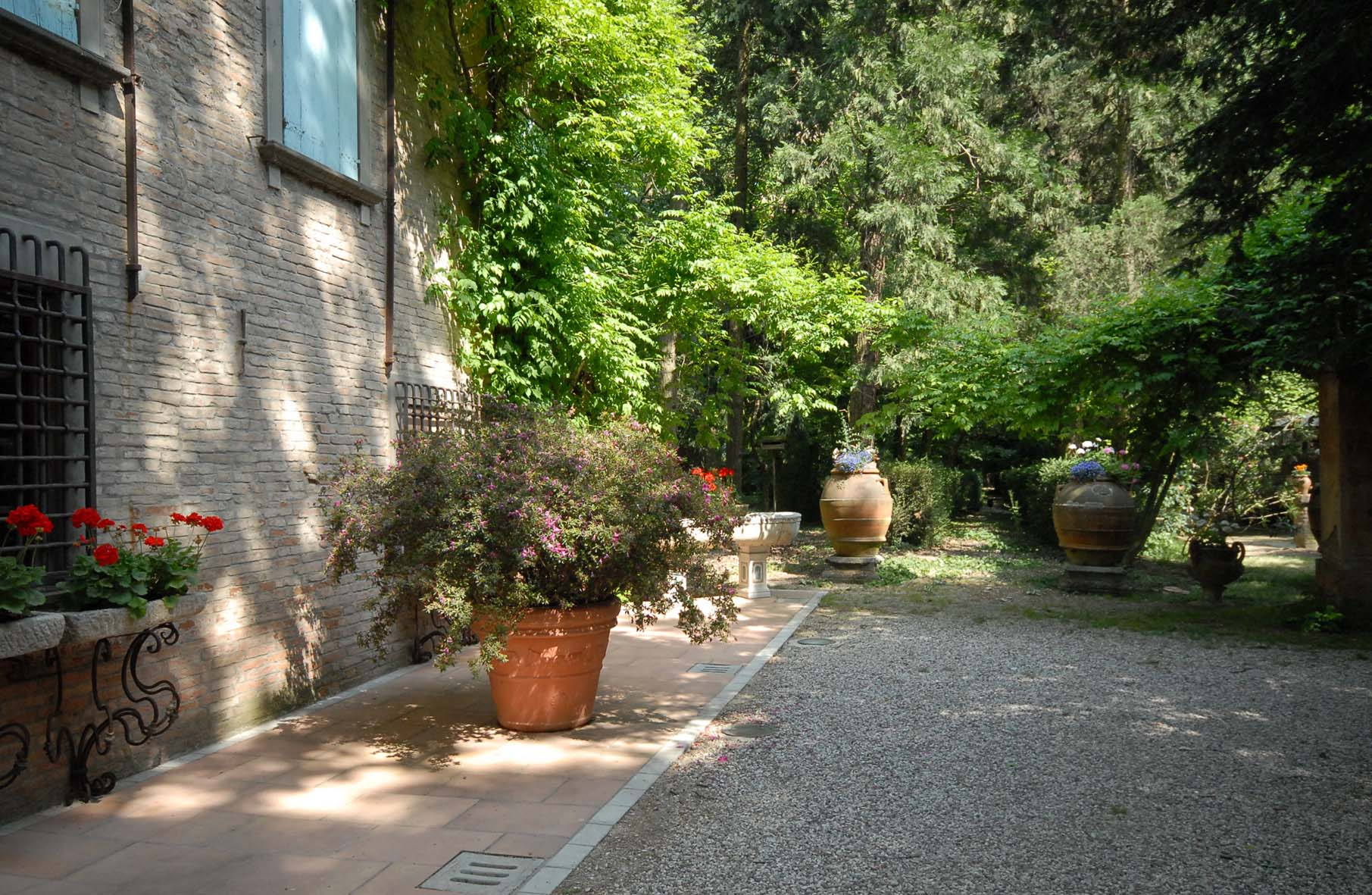
Villa Morsiani: sullo sfondo il bosco secolare.

Nel bosco della villa si trovano l'allevamento dei cani San Bernardo e la Fondazione Internazionale "Antonio Morsiani" di Studi sul Cane, istituita nel 1996. L'allevamento fu fondato nel 1939, a scopo di studio e selezione morfo funzionale, dallo studioso e medico endocrinologo conte Dott. Antonio Morsiani (1924-1995), uno dei massimi cinologi mondiali. È intitolato "Del Soccorso" perché questo era il nome settecentesco della villa, edificata nei pressi di un Santuario (tuttora esistente) dedicato alla Madonna del Soccorso e risalente al XVIII secolo.